# North Baltimore Aquatic Club

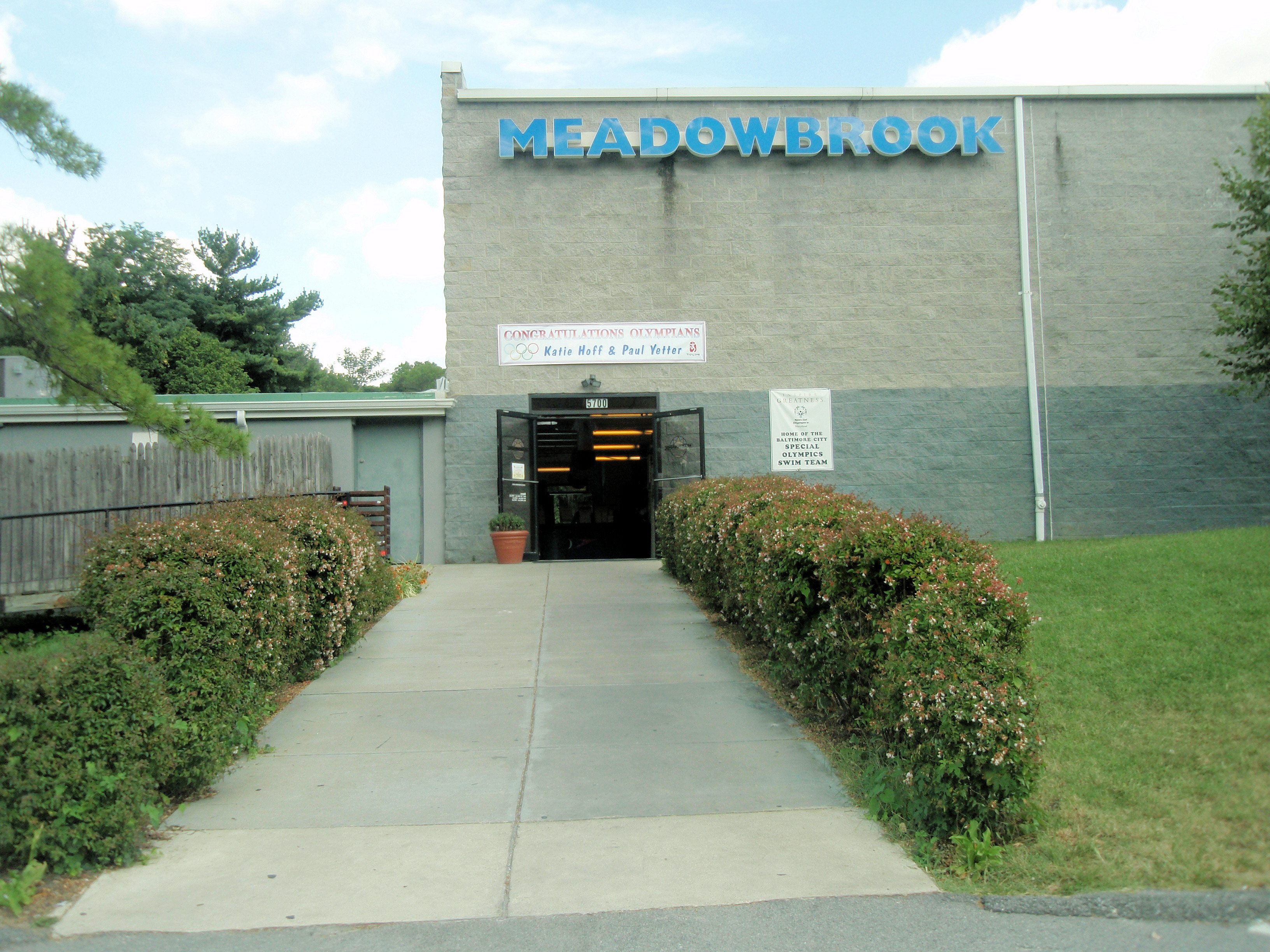
Meadowbrook Aquatic Center, instalación principal del NBAC.

The North Baltimore Aquatic Club es un club de natación amateur con sede en y alrededor de Baltimore, Maryland. Fundada en 1968, que sigue ofreciendo la formación de jóvenes nadadores. Es el más conocido por el desarrollo de siete nadadores con medallas de oro Olímpicas. 

## Instalaciones
El club empezó a entrenar en la piscina del Loyola High School, iba creciendo, se trasladaban a diferentes piscinas.  Ahora usan dos instalaciones principales, la principal es la Meadowbrook facility en el 5700 de la avenida Cottonworth en el barrio de Mount Washington en el noroeste de Baltimore. También utilizan el Goucher College en Towson.

## Nadadores olímpicos
Del NBAC han salido siete nadadores olímpicos. El nadador más conocido del club es Michael Phelps que empezó compitiendo en los Juegos Olímpicos de Sídney 2000, luego ganó seis oros y dos bronces en los Juegos Olímpicos de Atenas 2004. En los Juegos Olímpicos de Pekín 2008, Phelps batió siete récords mundiales y ganó la medalla de oro en las ocho pruebas en las que compitió. En la actualidad conserva el récord de mayor número de medallas de oro olímpico en carrera de cualquier deporte y más medallas de oro en un juego Olímpico individual, y es además, el deportista olímpico con más medallas de la historia.
Entre los nadadores olímpicos del NBAC están:
- Patrick Kennedy[4] – compitió en los Juegos Olímpicos de Los Ángeles 1984
- Theresa Andrews – ganó dos medallas de oro en los Juegos Olímpicos de Los Ángeles 1984
- Anita Nall – ganó un oro, una plata y un bronce en Juegos Olímpicos de Barcelona 1992
- Beth Botsford – ganó dos oros en los Juegos Olímpicos de Atlanta 1996
- Whitney Metzler – compitió en los Juegos Olímpicos de Atlanta 1996
- Michael Phelps  – compitió en los Juegos Olímpicos de Sídney 2000, Atenas 2004, Pekín 2008, Londres 2012 y Juegos Olímpicos de Río de Janeiro 2016.
- Katie Hoff – compitió en los Juegos Olímpicos de Atenas 2004, ganó 3 medallas, una de plata y dos de bronce.